# 1250 Galanthus
1250 Galanthus este un asteroid din centura principală, descoperit pe 25 ianuarie 1933 de Karl Reinmuth.